# OpenBVE
OpenBVE는 PC전용 지하철 운전 시뮬레이터 게임 프로그램이다. OpenBVE는 BVE TNIC에서 유래되었으나 기존 BVE와 달리 오픈 소스로 개발되고 있으며 3D 화면 상에서 지하철을 운행할 수 있다. 게임을 플레이하려면 CSV 파일이 필요하다.

## 같이 보기
- BVE Trainsim